# Ökölvívás a 2020. évi nyári olimpiai játékokon
A 2020. évi nyári olimpiai játékokon ökölvívásban összesen 13 versenyszámot rendeztek meg. A versenyszámokat július 25. és augusztus 8. között tartották.

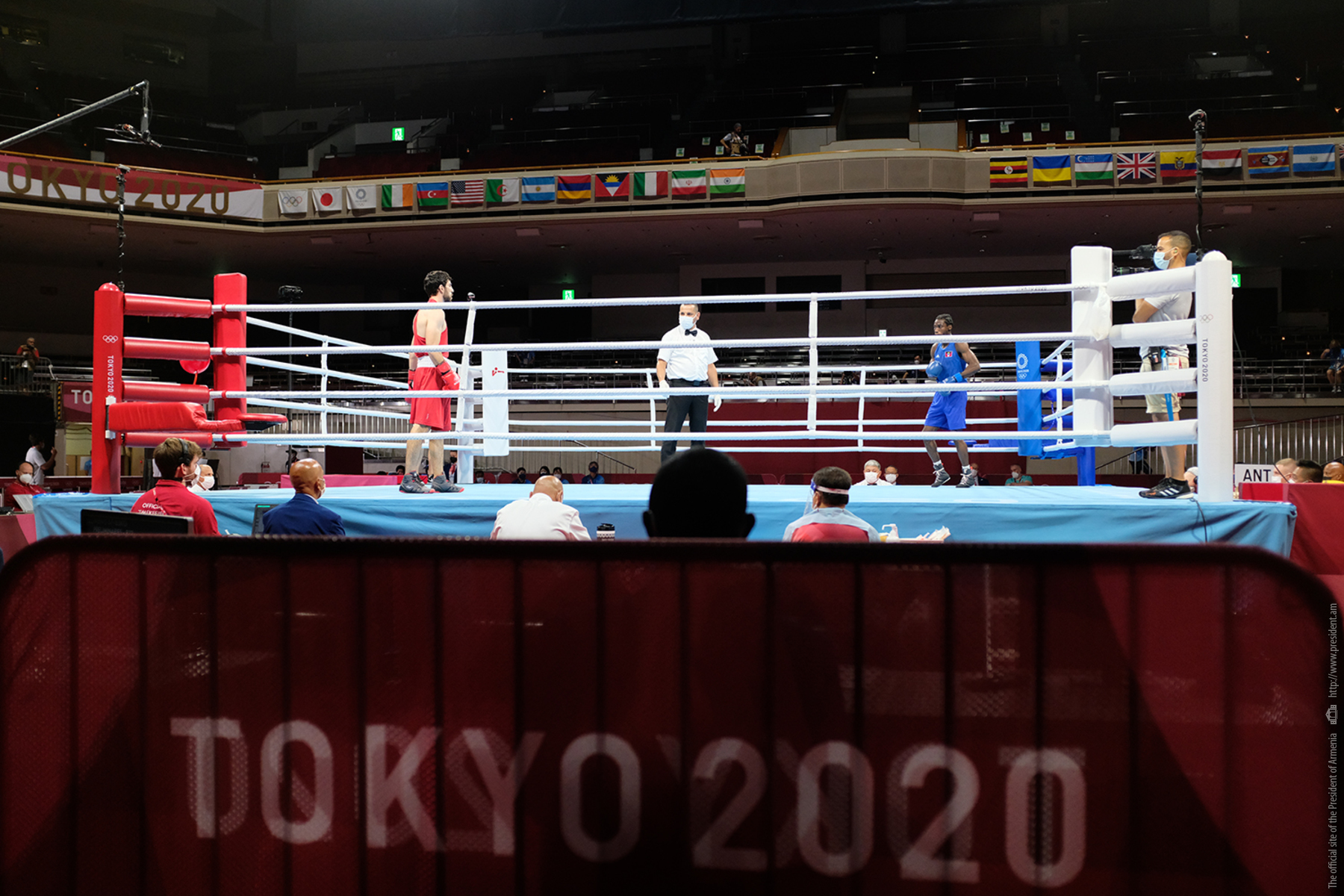
Ryōgoku Kokugikan

## Összesített éremtáblázat
(A táblázatokban a rendező nemzet sportolói eltérő háttérszínnel, az egyes számoszlopok legmagasabb értéke vagy értékei vastagítással kiemelve.)
| A 2020. évi nyári olimpiai játékok éremtáblázata ökölvívásban | A 2020. évi nyári olimpiai játékok éremtáblázata ökölvívásban | A 2020. évi nyári olimpiai játékok éremtáblázata ökölvívásban | A 2020. évi nyári olimpiai játékok éremtáblázata ökölvívásban | A 2020. évi nyári olimpiai játékok éremtáblázata ökölvívásban | Olimpia  |
| ------------------------------------------------------------- | ------------------------------------------------------------- | ------------------------------------------------------------- | ------------------------------------------------------------- | ------------------------------------------------------------- | -------- |
|                                                               | Ország                                                        | Arany                                                         | Ezüst                                                         | Bronz                                                         | Összesen |
| 1.                                                            | Kuba (CUB)                                                    | 4                                                             | 0                                                             | 1                                                             | 5        |
| 2.                                                            | Nagy-Britannia (GBR)                                          | 2                                                             | 2                                                             | 2                                                             | 6        |
| 3.                                                            | Az Orosz Olimpiai Bizottság versenyzői (ROC)                  | 1                                                             | 1                                                             | 4                                                             | 6        |
| 4.                                                            | Brazília (BRA)                                                | 1                                                             | 1                                                             | 1                                                             | 3        |
| 5.                                                            | Törökország (TUR)                                             | 1                                                             | 1                                                             | 0                                                             | 2        |
| 6.                                                            | Japán (JPN)                                                   | 1                                                             | 0                                                             | 2                                                             | 3        |
| 7.                                                            | Írország (IRL)                                                | 1                                                             | 0                                                             | 1                                                             | 2        |
| 8.                                                            | Bulgária (BUL)                                                | 1                                                             | 0                                                             | 0                                                             | 1        |
| 8.                                                            | Üzbegisztán (UZB)                                             | 1                                                             | 0                                                             | 0                                                             | 1        |
|                                                               |                                                               |                                                               |                                                               |                                                               |          |
| 10.                                                           | Egyesült Államok (USA)                                        | 0                                                             | 3                                                             | 1                                                             | 4        |
| 11.                                                           | Fülöp-szigetek (PHI)                                          | 0                                                             | 2                                                             | 1                                                             | 3        |
| 12.                                                           | Kína (CHN)                                                    | 0                                                             | 2                                                             | 0                                                             | 2        |
| 13.                                                           | Ukrajna (UKR)                                                 | 0                                                             | 1                                                             | 0                                                             | 1        |
|                                                               |                                                               |                                                               |                                                               |                                                               |          |
| 14.                                                           | Kazahsztán (KAZ)                                              | 0                                                             | 0                                                             | 2                                                             | 2        |
| 15.                                                           | Ausztrália (AUS)                                              | 0                                                             | 0                                                             | 1                                                             | 1        |
| 15.                                                           | Azerbajdzsán (AZE)                                            | 0                                                             | 0                                                             | 1                                                             | 1        |
| 15.                                                           | Finnország (FIN)                                              | 0                                                             | 0                                                             | 1                                                             | 1        |
| 15.                                                           | Ghána (GHA)                                                   | 0                                                             | 0                                                             | 1                                                             | 1        |
| 15.                                                           | Hollandia (NED)                                               | 0                                                             | 0                                                             | 1                                                             | 1        |
| 15.                                                           | India (IND)                                                   | 0                                                             | 0                                                             | 1                                                             | 1        |
| 15.                                                           | Olaszország (ITA)                                             | 0                                                             | 0                                                             | 1                                                             | 1        |
| 15.                                                           | Örményország (ARM)                                            | 0                                                             | 0                                                             | 1                                                             | 1        |
| 15.                                                           | Tajvan (TPE)                                                  | 0                                                             | 0                                                             | 1                                                             | 1        |
| 15.                                                           | Thaiföld (THA)                                                | 0                                                             | 0                                                             | 1                                                             | 1        |
| 15.                                                           | Új-Zéland (NZL)                                               | 0                                                             | 0                                                             | 1                                                             | 1        |
|                                                               |                                                               |                                                               |                                                               |                                                               |          |
| Összesen                                                      | Összesen                                                      | 13                                                            | 13                                                            | 26                                                            | 52       |

## Férfi

### Éremtáblázat
| A 2020. évi nyári olimpiai játékok éremtáblázata női ökölvívásban | A 2020. évi nyári olimpiai játékok éremtáblázata női ökölvívásban | A 2020. évi nyári olimpiai játékok éremtáblázata női ökölvívásban | A 2020. évi nyári olimpiai játékok éremtáblázata női ökölvívásban | A 2020. évi nyári olimpiai játékok éremtáblázata női ökölvívásban | Olimpia  |
| ----------------------------------------------------------------- | ----------------------------------------------------------------- | ----------------------------------------------------------------- | ----------------------------------------------------------------- | ----------------------------------------------------------------- | -------- |
|                                                                   | Ország                                                            | Arany                                                             | Ezüst                                                             | Bronz                                                             | Összesen |
| 1.                                                                | Kuba (CUB)                                                        | 4                                                                 | 0                                                                 | 1                                                                 | 5        |
| 2.                                                                | Nagy-Britannia (GBR)                                              | 1                                                                 | 2                                                                 | 1                                                                 | 4        |
| 3.                                                                | Az Orosz Olimpiai Bizottság versenyzői (ROC)                      | 1                                                                 | 1                                                                 | 3                                                                 | 5        |
| 4.                                                                | Brazília (BRA)                                                    | 1                                                                 | 0                                                                 | 1                                                                 | 2        |
| 5.                                                                | Üzbegisztán (UZB)                                                 | 1                                                                 | 0                                                                 | 0                                                                 | 1        |
|                                                                   |                                                                   |                                                                   |                                                                   |                                                                   |          |
| 6.                                                                | Egyesült Államok (USA)                                            | 0                                                                 | 3                                                                 | 0                                                                 | 3        |
| 7.                                                                | Fülöp-szigetek (PHI)                                              | 0                                                                 | 1                                                                 | 1                                                                 | 2        |
| 8.                                                                | Ukrajna (UKR)                                                     | 0                                                                 | 1                                                                 | 0                                                                 | 1        |
|                                                                   |                                                                   |                                                                   |                                                                   |                                                                   |          |
| 9.                                                                | Kazahsztán (KAZ)                                                  | 0                                                                 | 0                                                                 | 2                                                                 | 2        |
| 10.                                                               | Ausztrália (AUS)                                                  | 0                                                                 | 0                                                                 | 1                                                                 | 1        |
| 10.                                                               | Azerbajdzsán (AZE)                                                | 0                                                                 | 0                                                                 | 1                                                                 | 1        |
| 10.                                                               | Ghána (GHA)                                                       | 0                                                                 | 0                                                                 | 1                                                                 | 1        |
| 10.                                                               | Írország (IRL)                                                    | 0                                                                 | 0                                                                 | 1                                                                 | 1        |
| 10.                                                               | Japán (JPN)                                                       | 0                                                                 | 0                                                                 | 1                                                                 | 1        |
| 10.                                                               | Örményország (ARM)                                                | 0                                                                 | 0                                                                 | 1                                                                 | 1        |
| 10.                                                               | Új-Zéland (NZL)                                                   | 0                                                                 | 0                                                                 | 1                                                                 | 1        |
|                                                                   |                                                                   |                                                                   |                                                                   |                                                                   |          |
| Összesen                                                          | Összesen                                                          | 8                                                                 | 8                                                                 | 16                                                                | 32       |

### Érmesek
| A 2020. évi nyári olimpiai játékok érmesei férfi ökölvívásban |                                                                    |                                                                        |                                                                |
| Versenyszám                                                   | Arany                                                              | Ezüst                                                                  | Bronz                                                          |
| Légsúly                                                       | Galal Yafai · Nagy-Britannia (GBR)                                 | Carlo Paalam · Fülöp-szigetek (PHI)                                    | Saken Bibossinov · Kazahsztán (KAZ)                            |
| Légsúly                                                       | Galal Yafai · Nagy-Britannia (GBR)                                 | Carlo Paalam · Fülöp-szigetek (PHI)                                    | Tanaka Rjómei · Japán (JPN)                                    |
| Pehelysúly                                                    | Albert Batirgazijev · Az Orosz Olimpiai Bizottság versenyzői (ROC) | Duke Ragan · Egyesült Államok (USA)                                    | Lázaro Álvarez · Kuba (CUB)                                    |
| Pehelysúly                                                    | Albert Batirgazijev · Az Orosz Olimpiai Bizottság versenyzői (ROC) | Duke Ragan · Egyesült Államok (USA)                                    | Samuel Takyi · Ghána (GHA)                                     |
| Könnyűsúly                                                    | Andy Cruz · Kuba (CUB)                                             | Keyshawn Davis · Egyesült Államok (USA)                                | Harry Garside · Ausztrália (AUS)                               |
| Könnyűsúly                                                    | Andy Cruz · Kuba (CUB)                                             | Keyshawn Davis · Egyesült Államok (USA)                                | Hovhannes Bachkov · Örményország (ARM)                         |
| Váltósúly                                                     | Roniel Iglesias · Kuba (CUB)                                       | Pat McCormack · Nagy-Britannia (GBR)                                   | Andrej Zamkovoj · Az Orosz Olimpiai Bizottság versenyzői (ROC) |
| Váltósúly                                                     | Roniel Iglesias · Kuba (CUB)                                       | Pat McCormack · Nagy-Britannia (GBR)                                   | Aidan Walsh · Írország (IRL)                                   |
| Középsúly                                                     | Hebert Conceição · Brazília (BRA)                                  | Olekszandr Hizsnyak · Ukrajna (UKR)                                    | Gleb Baksi · Az Orosz Olimpiai Bizottság versenyzői (ROC)      |
| Középsúly                                                     | Hebert Conceição · Brazília (BRA)                                  | Olekszandr Hizsnyak · Ukrajna (UKR)                                    | Eumir Marcial · Fülöp-szigetek (PHI)                           |
| Félnehézsúly                                                  | Arlen López · Kuba (CUB)                                           | Benjamin Whittaker · Nagy-Britannia (GBR)                              | Loren Alfonso · Azerbajdzsán (AZE)                             |
| Félnehézsúly                                                  | Arlen López · Kuba (CUB)                                           | Benjamin Whittaker · Nagy-Britannia (GBR)                              | Imam Hatajev · Az Orosz Olimpiai Bizottság versenyzői (ROC)    |
| Nehézsúly                                                     | Julio César La Cruz · Kuba (CUB)                                   | Muszlim Gadzsimagomedov · Az Orosz Olimpiai Bizottság versenyzői (ROC) | Abner Teixeira · Brazília (BRA)                                |
| Nehézsúly                                                     | Julio César La Cruz · Kuba (CUB)                                   | Muszlim Gadzsimagomedov · Az Orosz Olimpiai Bizottság versenyzői (ROC) | David Nyika · Új-Zéland (NZL)                                  |
| Szupernehézsúly                                               | Bakhodir Jalolov · Üzbegisztán (UZB)                               | Richard Torrez · Egyesült Államok (USA)                                | Frazer Clarke · Nagy-Britannia (GBR)                           |
| Szupernehézsúly                                               | Bakhodir Jalolov · Üzbegisztán (UZB)                               | Richard Torrez · Egyesült Államok (USA)                                | Kamshybek Kunkabayev · Kazahsztán (KAZ)                        |

## Női

### Éremtáblázat
| A 2020. évi nyári olimpiai játékok éremtáblázata női ökölvívásban | A 2020. évi nyári olimpiai játékok éremtáblázata női ökölvívásban | A 2020. évi nyári olimpiai játékok éremtáblázata női ökölvívásban | A 2020. évi nyári olimpiai játékok éremtáblázata női ökölvívásban | A 2020. évi nyári olimpiai játékok éremtáblázata női ökölvívásban | Olimpia  |
| ----------------------------------------------------------------- | ----------------------------------------------------------------- | ----------------------------------------------------------------- | ----------------------------------------------------------------- | ----------------------------------------------------------------- | -------- |
|                                                                   | Ország                                                            | Arany                                                             | Ezüst                                                             | Bronz                                                             | Összesen |
| 1.                                                                | Törökország (TUR)                                                 | 1                                                                 | 1                                                                 | 0                                                                 | 2        |
| 2.                                                                | Japán (JPN)                                                       | 1                                                                 | 0                                                                 | 1                                                                 | 2        |
| 2.                                                                | Nagy-Britannia (GBR)                                              | 1                                                                 | 0                                                                 | 1                                                                 | 2        |
| 4.                                                                | Bulgária (BUL)                                                    | 1                                                                 | 0                                                                 | 0                                                                 | 1        |
| 4.                                                                | Írország (IRL)                                                    | 1                                                                 | 0                                                                 | 0                                                                 | 1        |
|                                                                   |                                                                   |                                                                   |                                                                   |                                                                   |          |
| 6.                                                                | Kína (CHN)                                                        | 0                                                                 | 2                                                                 | 0                                                                 | 2        |
| 7.                                                                | Brazília (BRA)                                                    | 0                                                                 | 1                                                                 | 0                                                                 | 1        |
| 7.                                                                | Fülöp-szigetek (PHI)                                              | 0                                                                 | 1                                                                 | 0                                                                 | 1        |
|                                                                   |                                                                   |                                                                   |                                                                   |                                                                   |          |
| 9.                                                                | Egyesült Államok (USA)                                            | 0                                                                 | 0                                                                 | 1                                                                 | 1        |
| 9.                                                                | Finnország (FIN)                                                  | 0                                                                 | 0                                                                 | 1                                                                 | 1        |
| 9.                                                                | Hollandia (NED)                                                   | 0                                                                 | 0                                                                 | 1                                                                 | 1        |
| 9.                                                                | India (IND)                                                       | 0                                                                 | 0                                                                 | 1                                                                 | 1        |
| 9.                                                                | Olaszország (ITA)                                                 | 0                                                                 | 0                                                                 | 1                                                                 | 1        |
| 9.                                                                | Az Orosz Olimpiai Bizottság versenyzői (ROC)                      | 0                                                                 | 0                                                                 | 1                                                                 | 1        |
| 9.                                                                | Tajvan (TPE)                                                      | 0                                                                 | 0                                                                 | 1                                                                 | 1        |
| 9.                                                                | Thaiföld (THA)                                                    | 0                                                                 | 0                                                                 | 1                                                                 | 1        |
|                                                                   |                                                                   |                                                                   |                                                                   |                                                                   |          |
| Összesen                                                          | Összesen                                                          | 5                                                                 | 5                                                                 | 10                                                                | 20       |

### Érmesek
| A 2020. évi nyári olimpiai játékok érmesei női ökölvívásban |                                       |                                        |                                                                       |
| Versenyszám                                                 | Arany                                 | Ezüst                                  | Bronz                                                                 |
| Légsúly                                                     | Sztojka Kraszteva · Bulgária (BUL)    | Buse Naz Çakıroğlu · Törökország (TUR) | Huang Hsziao-ven (Huang Hsiao-wen) · Tajvan (TPE)                     |
| Légsúly                                                     | Sztojka Kraszteva · Bulgária (BUL)    | Buse Naz Çakıroğlu · Törökország (TUR) | Namiki Cukimi · Japán (JPN)                                           |
| Pehelysúly                                                  | Irie Szena · Japán (JPN)              | Nesthy Petecio · Fülöp-szigetek (PHI)  | Karriss Artingstall · Nagy-Britannia (GBR)                            |
| Pehelysúly                                                  | Irie Szena · Japán (JPN)              | Nesthy Petecio · Fülöp-szigetek (PHI)  | Irma Testa · Olaszország (ITA)                                        |
| Könnyűsúly                                                  | Kellie Harrington · Írország (IRL)    | Beatriz Ferreira · Brazília (BRA)      | Szudaphon Sziszondi · Thaiföld (THA)                                  |
| Könnyűsúly                                                  | Kellie Harrington · Írország (IRL)    | Beatriz Ferreira · Brazília (BRA)      | Mira Potkonen · Finnország (FIN)                                      |
| Váltósúly                                                   | Busenaz Sürmeneli · Törökország (TUR) | Ku Hung (Gu Hong) · Kína (CHN)         | Lovlina Borgohain · India (IND)                                       |
| Váltósúly                                                   | Busenaz Sürmeneli · Törökország (TUR) | Ku Hung (Gu Hong) · Kína (CHN)         | Oshae Jones · Egyesült Államok (USA)                                  |
| Középsúly                                                   | Lauren Price · Nagy-Britannia (GBR)   | Li Csien (Li Qian) · Kína (CHN)        | Nouchka Fontijn · Hollandia (NED)                                     |
| Középsúly                                                   | Lauren Price · Nagy-Britannia (GBR)   | Li Csien (Li Qian) · Kína (CHN)        | Zenfira Magomedalijeva · Az Orosz Olimpiai Bizottság versenyzői (ROC) |